# Petermann I. von Grünenberg

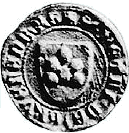
Siegel Petermanns I. von Grünenberg

Ritter Petermann I. von Grünenberg (* vor 1329; † 1375 oder 1376) war der Sohn des Freiherrn Arnold I. von Grünenberg (vor 1295; † 1339/1341) und der sehr wohlhabenden Adelheid aus dem Basler Rittergeschlecht der Schaler. Durch die Heirat seines Vaters unter seinem Stand war Petermann nicht mehr Freiherr wie seine Vorfahren aus dem Adelsgeschlecht der Freiherren von Grünenberg.

## Leben
Petermann I. von Grünenberg kommt ab 1329 in den Urkunden vor. Auf Seiten der Herzöge von Österreich nahm er 1331 bis 1333 am Gümmenenkrieg teil und erhielt als Belohnung für seine Dienste vom Grafen Eberhard II. von Kyburg zusammen mit seinem Vetter Berchtold I. 40 Mark Silber, für welche dieser den beiden Twing und Bann von Gondiswil und das Gericht von Madiswil verpfändete.
Durch seine Heirat mit Margaretha von Kien kam er in den Besitz von Burg und Herrschaft Aarwangen. Die Regelung dieser Erbschaft geschah auf Veranlassung des Ritters Johann von Aarwangen († 24. Januar 1350), der 1341 allem Weltlichen entsagte und ins Kloster St. Urban eintrat. Dabei setzte er seine Enkelin, Tochter des Berner Schultheissen Philipp von Kien (im Schultheissenamt von 1334 bis 1338) und der Elisabeth von Aarwangen, mit ihrem Ehemann Petermann als Erbin ein und übertrug diesem die Verwaltung hängiger weltlicher Geschäfte. Darunter befanden sich Lehen von Johann von Luxemburg, dem König von Böhmen, sowie Guthaben beim Kaiser Ludwig IV. und beim französischen König Philipp VI. von Valois. Diese weitreichenden Verpflichtungen mögen erklären, weshalb Petermann die nächsten Jahre in den Urkunden der Gegend nicht vorkommt.
Erst ab 1345 ist Petermann wieder fassbar bei kleineren Geschäften in Solothurn, Bern und Interlaken. 1351 begann seine grosse Karriere im Dienste der Herzöge von Österreich: er wurde zum Vogt der Herrschaft Unspunnen bei Interlaken ernannt. In seiner Person war ein Vogt gefunden worden, der dank seiner Verwandtschaft als Schwiegersohn des früheren Schultheissen sowohl der Stadt Bern wie auch den Herzögen von Österreich genehm war. Sein Amt hatte er wahrscheinlich bis Anfang 1353 inne. Wenig später, vielleicht bei der Belagerung Zürichs 1354, wurde Petermann zum Ritter geschlagen. 1360 übertrugen ihm die Herzöge das Amt Spitzenberg bei Langnau im Emmental, das vorher an Johann von Aarwangen verpfändet war, erbweise als Pfand.
Auch in die 1360er-Jahre datiert die Aufnahme als Mitglied der geschworenen Räte der Herrschaft Österreich, eine Stelle, die er bis zu seinem Tode bekleidete und die ihn an zahlreichen wichtigen Verhandlungen teilnehmen liess. 1363 oder vermutlich schon Ende 1362 wurde er mit Erlaubnis der Landleute zum Pfandherr des Inneren Amtes Wolhusen ernannt, also der Landschaft Entlebuch. Die Vogtei war bis 1358 in den Händen des Ritters Peter von Thorberg gelegen, musste dann aber von Herzog Rudolf IV. von Österreich eingelöst werden, weil jener den Leuten allzu schwere Steuern auferlegt hatte. Petermann musste das Entlebuch 1370, wahrscheinlich gegen den Willen der Untertanen, wieder an den verhassten Thorberger abgeben.
Gegen Ende 1367 gelangte das habsburgische Amt Rothenburg mit Stadt, Burg und Zoll von seinem Vorgänger Graf Johann von Frohburg in Petermanns Besitz. Einige Tage später erhielt er die Bestätigung von den Herzögen Albrecht III. und Leopold III. von Österreich mit der Anweisung, 120 Gulden für Verstärkungsbauten zu verwenden.

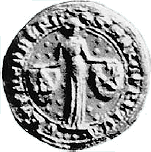
Siegel Margarethas von Kien, Ehefrau von Petermann I. von Grünenberg. Die stehende weibliche Figur trägt in der rechten Hand einen Schild mit dem grünenbergischen Sechsberg, in der linken Hand einen Schild mit dem Wappen der Kien.

Seine Frau Margaretha erhielt 1372 für die geliehene Summe von 900 Gulden aus ihrem Frauenvermögen das Städtchen Wangen an der Aare und das Amt Herzogenbuchsee als Pfand. Petermann unterstützte seine Gemahlin bei diesem Geschäft mit dem Grafen Rudolf von Neuenburg-Nidau. Sie trafen die Regelung, dass bei Verzug der Rückzahlung 15 Bürgen in Petermanns Haus in Zofingen Geiselhaft leisten sollten oder dass der Graf einen Knecht mit einem Pferd senden sollte.
Als mit dem Heer der Gugler Unheil drohte, war Petermann am 13. Oktober 1375 in Baden in seiner Eigenschaft als geschworener Rat der Herrschaft Österreich einer der Mitunterzeichner im Abwehrvertrag zwischen Herzog Leopold III. und den Städten Zürich und Bern, denen Solothurn und Luzern beizustehen versprachen.
Mit dem Vordringen der Gugler ins Aaretal musste er – im Rahmen der «Taktik der verbrannten Erde» auf Befehl Leopolds III. – mit ansehen, wie seine Burg Aarwangen in Flammen aufging. Nicht mehr hinnehmen konnte er es, als der Heerführer der Gugler, Enguerrand VII. de Coucy, «sein» Kloster St. Urban schändete und zum Hauptquartier machte. Weit unterlegen an Kräften, griff er die Gugler an, geriet dabei in einen Hinterhalt und musste sich unter hohen Verlusten zurückziehen. Möglicherweise wurde er dabei von den Guglern erschlagen, denn Petermann lebte nachweislich im April 1376 nicht mehr. Mit diesem ersten Aufbäumen des Grünenbergers gegen den übermächtig scheinenden Gegner war jedoch der Widerstand geweckt: die Gugler wurden in verschiedenen Schlachten schliesslich geschlagen.
Petermann I. von Grünenberg wurde wahrscheinlich wie viele andere Angehörige seines Geschlechts in der Familiengruft im Kloster St. Urban bestattet. Eine Jahrzeit für seinen Vater und sich selber stiftete sein Sohn Ritter Heinzmann am 9. Juli 1382 vor seiner Abreise nach Pavia, um dort in die Dienste von Gian Galeazzo Visconti, Mitregent von Mailand, einzutreten. Petermanns anderer Sohn Hemmann I., Erbe der Herrschaft Aarwangen, stiftete 1384 ebenfalls eine Jahrzeit für Vater Petermann, Mutter Margaretha und Bruder Heinzmann, der somit zu dem Zeitpunkt möglicherweise ebenfalls nicht mehr am Leben war.

## Ehe und Nachkommen
Petermann I. von Grünenberg heiratete vor 1339 Margaretha von Kien († vor 1384), Tochter des Ritters Philipp von Kien, Schultheiss von Thun und Bern (* vor 1309; † nach 1360) und der Elisabeth von Aarwangen. Ihre Söhne waren:
- Heinzmann («Heinrich», erwähnt ab 1362; † vor 1384) ⚭ Adelheid (II.) von Hattstatt
- Hemmann I. («Johann», erwähnt ab 1341, † zwischen 1419 und 1421) ⚭ Anna von Lieli + († vor 1400)